# Halsnæs
La commune Halsnæs est une commune danoise de la région Hovedstaden. La population de la commune s'élevait en janvier 2020 à 31 384 habitants alors que sa superficie est de 121,19 km².

## Histoire
La commune de Halsnæs est le résultat du rassemblement des 2 communes de:
- Frederiksværk
- Hundested